# Condado de Stanley
O Condado de Stanley é um dos 66 condados do Estado americano da Dakota do Sul. A sede do condado é Fort Pierre, e sua maior cidade é Fort Pierre. O condado possui uma área de 3 929 km² (dos quais 191 km² estão cobertos por água), uma população de 2 772 habitantes, e uma densidade populacional de 0,6 hab/km² (segundo o censo nacional de 2000).